# Darius (videojuego)
Darius (ダライアス Daraiasu?) es un videojuego de matamarcianos publicado por Taito, originalmente para arcades, en 1987 (pero el año de desarrollo se mantenía en 1986). Es el primer juego de la serie de matamarcianos Darius y, tras su aparición en los salones recreativos, contó con varias adaptaciones para plataformas domésticas. La versión arcade original y sus propias versiones es conocida por usar un sistema exclusivo de tres monitores, el modo cooperativo, un diseño de niveles no lineal y sus múltiples finales.

## Jugabilidad
Darius es un matamarcianos con gráficos rasterizados y scroll horizontal ambientado en un futuro ficticio. Como característica excepcional entre los Matamarcianos, la pantalla de juego es el triple de ancha de lo normal y para mostrarla el mueble hace uso de tres pantallas, eso hace a los operadores ajustar la alineación de cada pantalla para acomodarla. El jugador controla una nave espacial, llamada Silver Hawk, y debe desplazarse a través de los distintos escenarios que conforman las fases del juego (denominadas en él como "zonas") mientras combate contra diversos cazas, vehículos terrestres, torretas y otros obstáculos. 
El arsenal de la nave, vista en la primera pantalla para Proco y en la tercera pantalla para Tiat, consiste en cañones (misiles que intercepta balas enemigas, láser que traspasa enemigos e intercepta ataques laser enemigos y rayo sonico que traspasa enemigos y muros), bombas (de uno, dos y cuatro) y un campo de fuerza protector (verde, azul y dorado). Los tres elementos pueden ser mejorados por medio de potenciadores (en forma de grandes orbes de colores) que son liberados por enemigos especialmente coloreados que aparecen ocasionalmente. Si el nivel de arma o protector sobrepasa el máximo, es remplazado por una nueva arma (cañones o bombas) o protector, pero se perderán las mejoras de las armas catuales si la nave es destruida, ya sea por ataques enemigos o por estrellarse contra un enemigo u obstáculo. Las orbes blancas aumentan el puntaje y las doradas destruyen enemigos pequeños, pero causa daño a los grandes. Estas dos orbes solo aparecen al disparar un obstáculo. Rara vez aparece la orbe con una nave en su interior, ya que, al recogerla, se agrega una nave a las reservas. Las naves extra también se obtienen por una cierta puntuación, pero esa se ajusta o se desactiva mediante intervención del operador.
Cuando el jugador alcanza el final de una zona, vista en la segunda pantalla, junto con el puntaje y las naves disponibles de cada jugador, aparece un jefe de zona que se debe derrotar para proseguir el camino.
En todos los juegos de Darius, suena la alarma al final de la zona, apareciendo este mensaje:

WARNING! A huge battleship (nombre de jefe) is approaching fast
Darius, cerca del final de la Zona.

Una vez el jefe de zona es destruido, el jugador tiene la opción de elegir la zona que quiere jugar a continuación a través de un camino que se bifurca. Debido a esto, aunque hay 28 zonas en total, solo puede jugarse a siete en cada partida. Si se completa la última, aparece otro mensaje:

Final zone is over.
Darius, al terminar la última Zona.

## Versiones

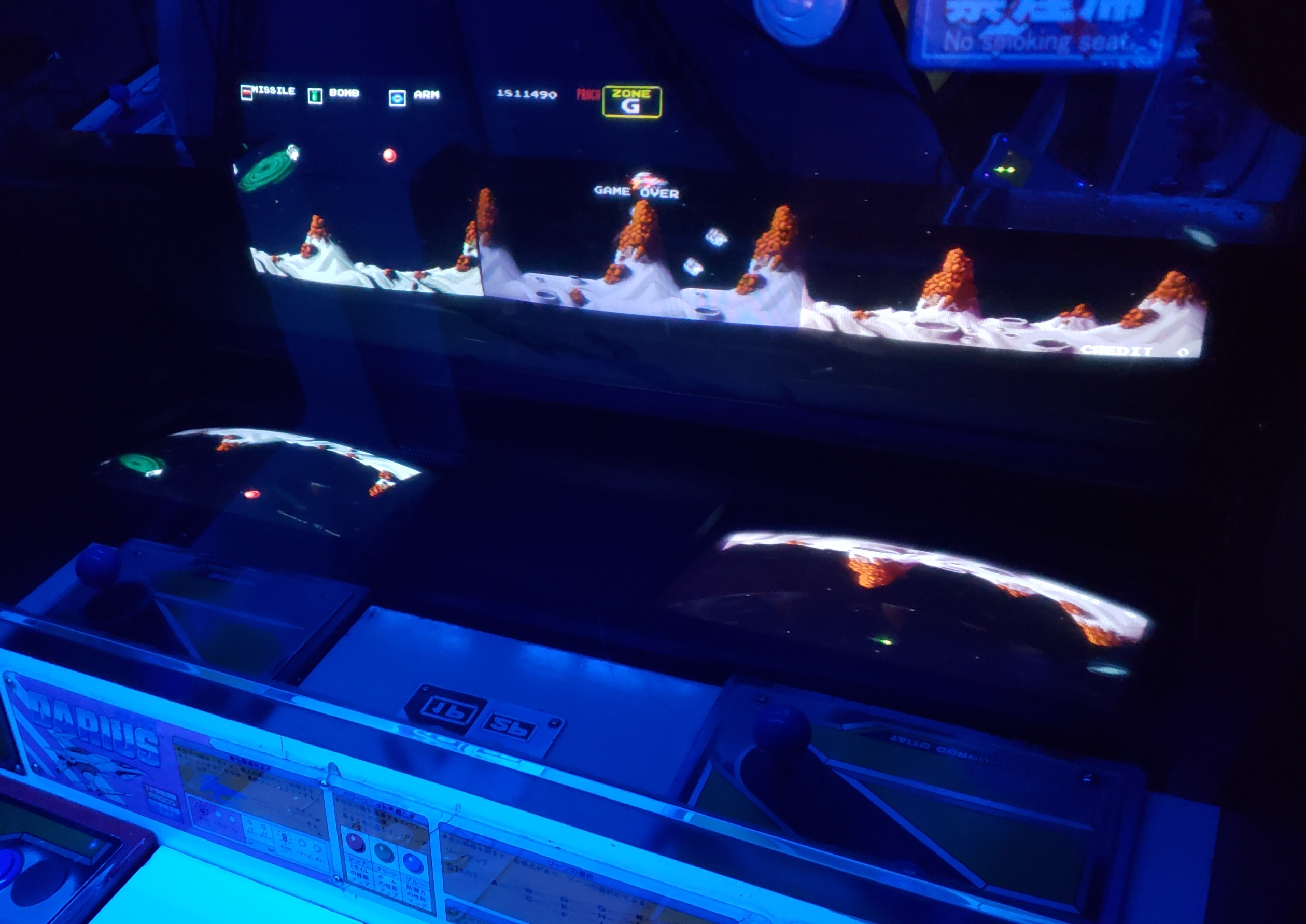
Las cabinas de Darius usaban espejos en las pantallas laterales.

- La versión arcade, creada el 1986, usaba 3 pantallas de 640x480 cada una, considerándose como uno de los primeros videojuegos Widescreen.[8] Sin embargo, se retrasó el lanzamiento hasta 1987. Actualmente, debido al tamaño total de 864x244 píxeles, soporta una pantalla a 720p y es centrada sin estirarse para evitar perdida de calidad del video. El sonido está compuesto por Zuntata, una división de música creada por Taito cuyo fundador es Hisayoshi Ogura. Esta versión está disponible en PlayStation Store japonesa para PlayStation 4. A partir de esta entrega, se hizo 3 nuevas arcades: Darius II de 3 pantallas que solo se quedó en Japón, Darius II de 2 pantallas, y Dariusburst: Another Chronicle, que usa 2 pantallas a 720p cada una. Estas 4 arcades tienen sus pantallas alineadas en horizontal. Existen 4 versiones:
  - La primera versión japonesa y las entregas de consolas no se permite continuar al perder todas las naves. Además, en partidas de un jugador, se reinicia la zona al perder una nave.
  - Si el usuario actualizaba las armas aire-aire al láser o rayo sónico en la primera versión arcade, el jefe de zona también se fortalece de manera brusca. La segunda versión japonesa corrige eso al rebajar la dificultad.
  - La versión mundial se permite continuar, pero solo hasta la última zona (escogida por los jugadores).
  - La versión extra agrega la función de reintentos, pero además aumenta la dificultad de las últimas zonas.
- En PC Engine, en formato CD, fue renombrado a Super Darius, que estuvo en la consola virtual de Wii. Super Darius se diferencia del original Darius por no soportar las 3 pantallas debido a límitaciones de la consola. Además, las naves que son destruidas en batalla son remplazadas en el mismo punto en vez de un punto de control y hay nuevos jefes de zona. Sin embargo, no hay reintentos. Es posible elegir dificultad mediante un truco en la consola. Se agregaron nuevos jefes de zona en esta entrega.
- En Amiga, Atari ST y ZX Spectrum, fue renombrado a Darius+.
- En PC Engine, en formatos HuCards, fue renombrado a Darius Plus, una variante de la versión de Atari y Amiga juntos, que estuvo disponible en la consola virtual de Wii, pero no están algunos de los jefes de zona de la versión de CD, conservando los jefes de zona de la versión arcade en su lugar, y se creó Darius α, una edición Boss Rush variante del primer Darius.
- El 2002, se creó Darius R para Game Boy Advance. Se modificaron las canciones, mejoras y algunas zonas del juego en esta versión, reduciendo a 15 zonas en total (5 por partida).
- El 28 de febrero de 2019, este juego fue compilado para Nintendo Switch como Darius Cozmic Collection. Además de Darius, se incorpora Darius II (y sus adaptaciones a Sagaia) y Darius Gaiden, así como las versiones alternas de Darius y Sagaia.
- El mismo día, se creó un nuevo compilado llamado Darius: Cozmic Collection -Special Edition-. Se incorpora a la lista inicial de Cozmic Collection: Darius Twin (dividida en dos idiomas), Darius Force, Sagaia de Game Boy monocromático (como DLC) y de Master System, Darius II de Sega Genesis y Darius α.
- A pesar de que no fue originalmente creado para Megadrive, el 19 de septiembre de 2019, Darius fue convetido para Sega Genesis Mini. Tiene las mismas límitaciones que su versión de PC Engine, pero se puede jugar con Tiat (retiene todas las mejoras a costa de no guardar puntajes), no es posible elegir dificultad, ya que fue remplazado por los modos Normal y Boss Rush, el enfrentamiento contra jefes se puede optar por todos (igual que Super Darius) o por la arcade, y se puede configurar el disparo automático.

## Serie
1. Darius, Arcade (1986)
2. Darius II, Arcade (1989)
3. Darius Twin, SNES (1991)
4. Darius Force/Super Nova, SNES (1993)
5. Darius Gaiden, Arcade (1994)
6. G-Darius, Arcade (1997)
7. Dariusburst, PSP (2009), Arcade (2010)

## Cronología correcta
- G-Darius
- Darius
- Darius Gaiden
- Darius II
- Dariusburst
- Dariusburst Second Prologue
- Dariusburst Another Chronicle EX
- Dariusburst Chronicle Saviours